# تشارلي بون
تشارلي بون (بالإنجليزية: Charlie Bohn)‏ هو لاعب كرة قاعدة أمريكي، ولد في 1856 في كليفلاند في الولايات المتحدة، وتوفي بنفس المكان في 1 أغسطس 1903.

## وصلات خارجية
- تشارلي بون على موقعبيزبول رفرنس.كوم (الدوري الرئيسي) (الإنجليزية)
- تشارلي بون على موقعبيزبول رفرنس.كوم (الدوري الثانوي) (الإنجليزية)